# Jakub Mach
Jakub Mach (ur. 8 maja 1988 roku) – polski siatkarz występujący na pozycji przyjmującego. Od 2005 był zawodnikiem Resovii Rzeszów. Wcześniej grał w Jadarze Radom. Od 2009 występuje w klubie GTPS Gorzów Wielkopolski.
W sezonie 2007/08 był wypożyczony z Resovii do Błękitnych Ropczyce. Zaliczył jednak epizod w Final Four Challenge Cup, w którym Resovia zajęła 4. miejsce.